# 1972年中華民国立法委員増額選挙

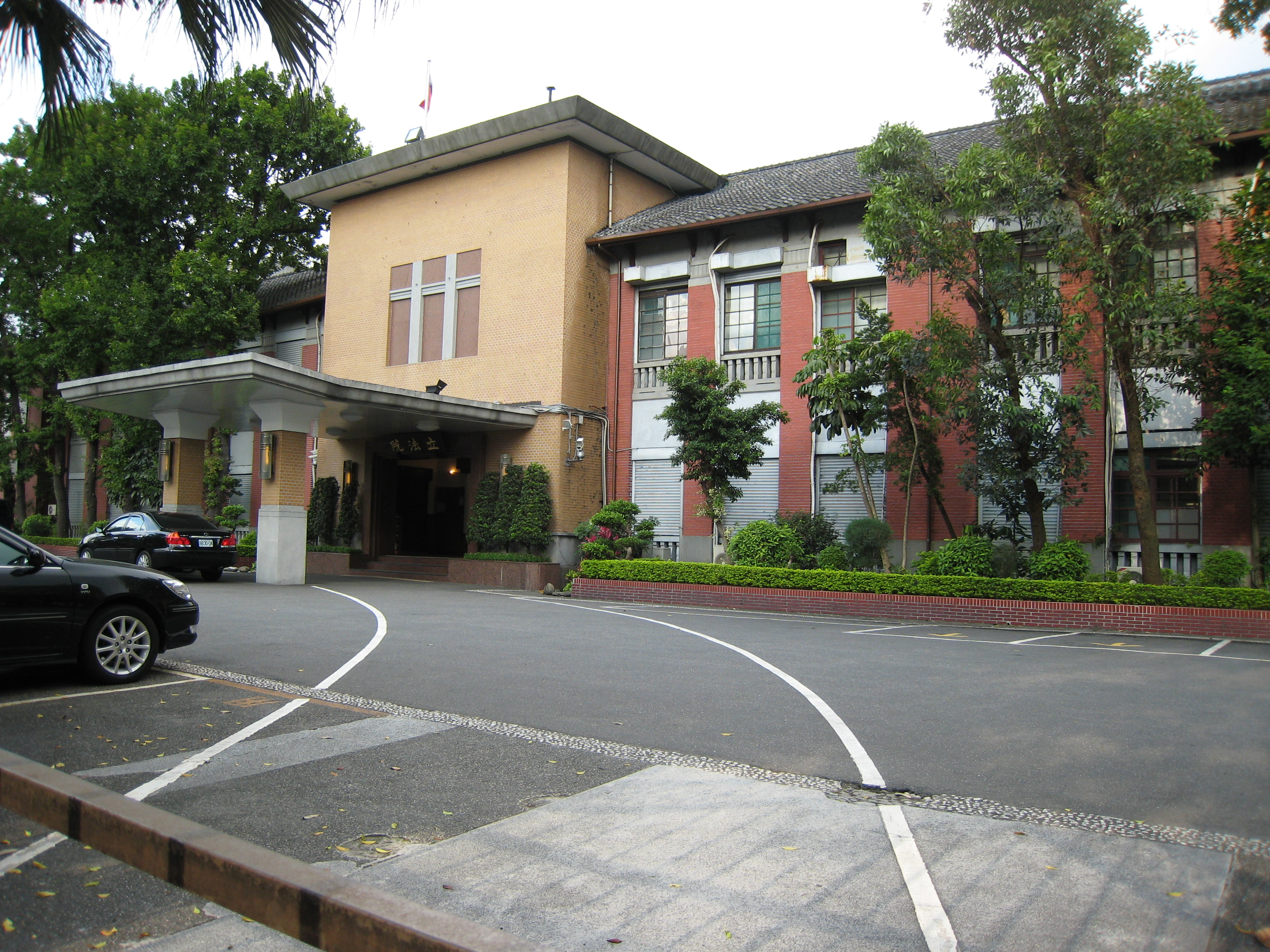
中華民国立法院

1972年中華民国立法委員増額選挙（1972ねんちゅうかみんこくりっぽういいんぞうがくせんきょ、繁: 1972年中華民國立法委員選舉）は、1972年（民国61年）12月23日に行われた中華民国（台湾）の立法府である立法院を構成する立法委員を選出する選挙である。
中華民国政府が台湾に移転する前の、1948年に実施された第1回立法委員選挙の後、中国共産党政権（中華人民共和国）の誕生で大陸地区における立法委員の改選が事実上不可能となり、そのまま議員職に留まり続けている資深（古参）議員を除く、増額委員51名（台湾地域で改選される36名と総統により任命される華僑15名）が選出された。
国民大会代表第1次増額選挙も同日に行われた。

## 概要
蔣介石率いる中華民国政府は、国共内戦敗北による1949年の台湾移転後も「領土全体から選出された代表者」という正当性を堅持するため、改選は凍結され万年国会が形成されていた。しかし、20年経過しても大陸奪還の目途は立たず、20年前に選出された立法委員は、高齢化による任務遂行の難航や辞職・死去による欠員が目立つようになっていた。

選挙区

1972年6月29日、「動員戡乱時期における自由地区での中央公職人員増員選挙・補欠選挙法」が改正され、「動員戡乱時期における自由地区での中央民意代表増額選挙法」となった。「民主主義」「立憲主義」の体裁を強化するため、実行支配下にある台湾地区に限り、任期を定め改選される立法委員を選出する定期的な増額選挙を実施することが決定された。
「動員戡乱時期における自由地区での中央民意代表増額選挙法」第2章第9条の規定により、各省・直轄市にまず5議席を割り当て、200万人から70万人上回るごとに1議席を加算するとされた。1967年に直轄市に昇格し台湾省から離脱していた台北市の人口は200万人以下であったため、台北市選挙区には5議席が割り当てられ、それ以外の台湾省の人口は約1320万人であったため、21議席が割り当てられた。台湾省は日本統治時代の行政区分とほぼ同じ区分に分割され、台北市を除く旧台北州には定数3議席の第一選挙区、旧新竹州には定数3議席の第二選挙区、旧台中州には定数5議席の第三選挙区、旧台南州には定数5議席の第四選挙区、旧高雄州・旧澎湖庁には定数4議席の第五選挙区、旧花蓮港庁・旧台東庁には定数1議席の第六選挙区がそれぞれ設置された。福建省には定数1議席の福建省選挙区が設置された。また、職業団体に8議席、華僑に15議席が与えられ、原住民を有権者とする定数1議席の山胞選挙区も設置された。
選出された51人は、1969年選挙で選出された立法委員とは異なり、任期3年務める。

## 選挙データ

### 投票日
- 1972年（民国61年）12月23日

### 改選数
- 51

- 区域

- 台北市

台北市選挙区：5名
- 台湾省

第一選挙区：3名（台北県・宜蘭県・基隆市）
第二選挙区：3名（桃園県・新竹県・苗栗県）
第三選挙区：5名（台中県・彰化県・南投県・台中市）
第四選挙区：5名（雲林県・嘉義県・台南県・台南市）
第五選挙区：4名（高雄県・屏東県・澎湖県）
第六選挙区：1名（花蓮県・台東県）
- 福建省

福建省選挙区：1名（金門県・連江県）
- 原住民

山胞選挙区：1名
- 職業団体

農民団体：2名
漁民団体：1名
工人団体：2名
工業団体：1名
商業団体：1名
教育団体：1名
- 僑選

第一選挙区：1名（北東アジア）
第二選挙区：3名（香港・マカオ）
第三選挙区：5名（その他のアジア）
第四選挙区：4名（北米・中南米）
第五選挙区：2名（ヨーロッパ・アフリカ・オセアニア）

### 選挙制度
- 有権者：20歳以上の中華民国国籍保有者

- 有権者数：7,608,589人

区域：6,660,169人
原住民：114,479人
職業団体：833,941人
- 選挙制度：複数選区単記不可譲渡投票制（単記非移譲式投票）

- 大選挙区制

## 選挙結果
- 投票日：1972年12月23日
- 投票率：68.18％

区域：67.05%
原住民：83.85%
職業団体：75.30%
| 党派       | 得票数    | 得票率    | 当選者    |
| ---------- | --------- | --------- | --------- |
| 中国国民党 | 3,590,344 | 74.50%    | 41        |
| 中国青年党 | 129,115   | 2.68%     | 1         |
| 無所属     | 1,099,564 | 22.82%    | 9         |
| 合計       | 4,819,023 | 100.0%    | 51        |
|            |           |           |           |
| 有権者数   | 7,608,589 | 7,608,589 | 7,608,589 |
| 投票者数   | 5,187,312 | 5,187,312 | 5,187,312 |
| 有効票数   | 4,819,023 | 4,819,023 | 4,819,023 |
| 無効票数   | 368,289   | 368,289   | 368,289   |
| 投票率     | 68.18%    | 68.18%    | 68.18%    |

### 当選者
中国国民党    中国青年党   無所属 
| 台北市   | 全市 | 李志鵬 | 康寧祥 | 蔡万財 | 周文璣                     | 李東輝 |
| 台湾省   | 1区  | 鄭水枝 | 邱永聡 | 張淑真 |                            |        |
| 台湾省   | 2区  | 呂学儀 | 邱仕豊 | 邱家湖 |                            |        |
| 台湾省   | 3区  | 張啓仲 | 陳幼石 | 劉松藩 | 洪宣治                     | 黄順興 |
| 台湾省   | 4区  | 許世賢 | 辛文炳 | 蕭天讚 | 張文献                     | 陳水亮 |
| 台湾省   | 5区  | 張瑞妍 | 洪慶麟 | 李長貴 | 黄銅樹                     |        |
| 台湾省   | 6区  | 許添枝 |        |        |                            |        |
| 福建省   | 全省 | 呉金賛 |        |        |                            |        |
| 山胞     | 山胞 | 華愛   |        |        |                            |        |
| 職業団体 | 農民 | 黄世英 | 蔡友土 |        |                            |        |
| 職業団体 | 漁民 | 黄沢青 |        |        |                            |        |
| 職業団体 | 工人 | 謝深山 | 楊登洲 |        |                            |        |
| 職業団体 | 工業 | 汪竹一 |        |        |                            |        |
| 職業団体 | 商業 | 黄綿綿 |        |        |                            |        |
| 職業団体 | 教育 | 劉芳遠 |        |        |                            |        |
| 僑選     | 1区  | 林以文 |        |        |                            |        |
| 僑選     | 2区  | 徐亨   | 黎晋偉 | 謝伯昌 |                            |        |
| 僑選     | 3区  | 張亦錚 | 蔡廷碩 | 簡如茂 | 郭武林                     | 阮楽化 |
| 僑選     | 4区  | 梅友謀 | 司徒政 | 陳錦濤 | ウトク・ ドルジェ・ ユドン |        |
| 僑選     | 5区  | 孫耀光 | 劉彰徳 |        |                            |        |